# Радиовещание на Украине
Радиовещание на Украине — одно из средств массовой информации и организации досуга населения Украины.

## История
Радиопередачи ведутся с 16 ноября 1924 года. В 1924—1928 гг. радиовещание в Украине осуществляло акционерное общество «Радиопередача», в 1933—1949 гг. — Комитет по радиофикации и радиовещанию при Совете Министров УССР и комитеты по радиофикации и радиовещанию при облисполкомах, в 1949—1953 гг. — Комитет по радиоинформации при Совете Министров УССР и комитеты по радиоинформации при облисполкомах, в 1953—1957 гг. — Главное управление радиоинформации Министерства культуры УССР и отделы радиоинформаций управлений культуры облисполкомов, в 1957—1991 гг. — Государственный комитет СССР по телевидению и радиовещанию (общесоюзные передачи по 1-й программе, с 1964 года также и по программе «Маяк»), Государственный комитет УССР по телевидению и радиовещанию (республиканские передачи по объединённой союзно-республиканской программе, а с 1965 года также и по программе «Промынь») и комитеты по телевидению и радиовещанию облисполкомов (местные передачи по 1-й программе), в 1992—1996 гг. радиовещание на Украине велось Государственной телерадиовещательной компанией Украины и Российской государственной телерадиокомпанией «Останкино» (российские передачи по 3-й программе), государственными телерадиокомпаниями областей (местные передачи по 1-й программе) и частными радиокомпаниями (по 1-й и 2-й программам, украинские передачи по 3-й программе), в 1996—2017 гг. — Национальной радиокомпанией Украины (по 1-й, 2-й и 3-й программам), государственными телерадиокомпаниями областей (местные передачи по 1-й программе) и частными радиокомпаниями, с 2017 года — публичным акционерным обществом «Национальная общественная телерадиокомпания Украины» (по 1-й, 2-й и 3-й программам) и частными радиокомпаниями.